# Apolo 15
Apolo 15 fue la novena misión tripulada del programa Apolo (denominado oficialmente AS-510), fue lanzado el 26 de julio de 1971 mediante un cohete del tipo Saturno V, en dirección a la Luna.
Fue la primera de las misiones del tipo J, es decir, con modificaciones en la astronave que permitía una duración del vuelo de hasta 14 días.
Poco después de comenzar la órbita lunar número 12, el módulo de descenso consiguió alunizar el 30 de julio a 26,08º N 3,66º E (a solo un centenar de metros del punto teórico en la región de Hadley-Apeninos, en el Mare Imbrium) llevando como tripulantes a David R. Scott -comandante-, Alfred M. Worden y James B. Irwin.
Tras alunizar, Scott realizó un reconocimiento del terreno a través de la escotilla superior del módulo lunar, durante 33 min. Tras descender del módulo de alunizaje “Falcon”, los astronautas Scott e Irwin emplearon por primera vez un LRV (Vehículo Explorador Lunar o Lunar Roving Vehicle, fabricado por la compañía Boeing y la Delco Electronics de General Motors) que recorrió una distancia total de 27,9 kilómetros.
Durante las 77 h y 55 min de permanencia en la superficie de la Luna, aprovecharon 18 h y 35 min para realizar tres paseos lunares (EVA).
La primera salida (EVA-1) con una duración de 6 h y 32 minutos sirvió para explorar con el rover lunar el borde de la grieta Hadley, instalando una estación científica, llamada ALSEP, y estudiar el suelo para registrar la temperatura, el flujo de calor y la conductibilidad térmica.
La segunda salida (EVA-2) supuso estudiar durante 7 h y 13 minutos el frente de la cordillera de los Apeninos y la recogida de 46 kilogramos de rocas variadas.
La tercera salida (EVA-3) de 4 h y 50 minutos sirvió para realizar experimentos con el ALSEP, explorando también la grieta Hadley.
Antes de abandonar la superficie lunar, recogieron nuevas muestras de rocas lunares hasta completar los 88 kg, además de instalar instrumental geofísico que suponía dejar en la Luna 549 kg de material, así como un pequeño modelo que representaba a un astronauta con una placa grabada que contenía el nombre de los 14 cosmonautas soviéticos y americanos muertos en los ensayos o durante los vuelos espaciales. El despegue se televisó por primera vez mediante una cámara instalada en el rover lunar (LRV).
Mientras esto sucedía, desde el módulo de mando (CM) bautizado “Endeavour”, su compañero Alfred Merril Worden realizaba más experimentos y fotografías con cámaras de rayos X y rayos gamma.
También situó en órbita un subsatélite para efectuar fotografías, y durante el regreso salió al espacio (a 315.423 km de la Tierra) para recoger la película fotográfica ya expuesta, en una EVA de 38 min de duración.
La misión finalizó con el amerizaje en el Océano Pacífico, siendo los astronautas recogidos por el portahelicópteros “Okinawa” el 7 de agosto de 1971, tras efectuar 74 órbitas a la Luna y un viaje de 295 h, 11 min y 53 s de duración.
En julio de 1972 se vieron implicados en una polémica cuando se descubrió que habían llevado a escondidas 400 cartas que franquearon en la Luna, para su venta posterior a coleccionistas filatélicos, aunque finalmente no percibieron nada, lo que les valió una amonestación de la NASA.

## Tripulación
| Posición                   | Astronauta                                      |
| -------------------------- | ----------------------------------------------- |
| Comandante                 | David R. Scott Tercero y último vuelo espacial. |
| Piloto del módulo de mando | Alfred Worden Único vuelo espacial.             |
| Piloto del módulo lunar    | James B. Irwin Único vuelo espacial.            |

Los tres astronautas, los cuales pertenecían a las Fuerzas Aéreas de los Estados Unidos, recibieron un título honorario por la Universidad de Míchigan, incluyendo el grado honorífico a Scott otorgado en la primavera del 1971, meses antes del lanzamiento. Scott había asistido a la Universidad de Míchigan, pero dejó la universidad al entrar en la Academia Militar de los Estados Unidos.

### Tripulación de reserva
| Posición                   | Astronauta            |
| -------------------------- | --------------------- |
| Comandante                 | Richard F. Gordon Jr. |
| Piloto del módulo de mando | Vance D. Brand        |
| Piloto del módulo lunar    | Harrison Schmitt      |

Schmitt fue el primer miembro del Grupo 4 de astronautas de la NASA seleccionado como un miembro de la tripulación principal o de copia de seguridad para un vuelo Apolo. Fue el único astronauta del Grupo 4 que viajó a la Luna en la última misión Apolo a finales de 1972.

### Equipo de apoyo
- C. Gordon Fullerton
- Joseph P. Allen
- Robert A. Parker
- Karl Gordon Henize

### Directores de vuelo
- Gerald D. Griffin, Equipo Oro
- Milton Windler, Equipo Granate
- Glynn Lunney, Equipo Negro
- Gene Kranz, Equipo Blanco

## Parámetros de la misión
- Masa:
  - Masa de lanzamiento: 2,945,816 kg
  - Total de la nave espacial: 46,782 kg
    - Masa CSM: 30,354 kg, de los cuales CM: 5840 kg, SM 24,523 kg
    - Masa LM: 16,428 kg, ascenso en el despegue lunar: 4,951 kg
- Órbitas de la tierra: 3 antes de partir hacia la Luna
- Órbitas lunares: 74

### Órbita de aparcamiento terrestre
- Perigeo: 169.5 km
- Apogeo: 171.3 km
- Inclinación: 29.679°
- Periodo: 87.84 min

### Acoplamiento LM-CSM
- Desacoplamiento: 30 de julio de 1971 - 18:13:16 UTC
- Acoplamiento: 2 de agosto de 1971 - 19:10:25 UTC

### EVAs
- Scott - trampilla superior del LM
- Inicio EVA: 31 de julio de 1971, 00:16:49 UTC
- Final EVA: 31 de julio de 1971, 00:49:56 UTC
- Duración: 33 minutos, 07 segundos
- Scott y Irwin - EVA 1
- Inicio EVA 1: 31 de julio de 1971, 13:12:17 UTC
- Final EVA 1: 31 de julio de 1971, 19:45:59 UTC
- Duración: 6 horas, 32 minutos, 42 segundos
- Scott y Irwin - EVA 2
- Inicio EVA 2: 1 de agosto de 1971, 11:48:48 UTC
- Final EVA 2: 1 de agosto de 1971, 19:01:02 UTC
- Duración: 7 horas, 12 minutos, 14 segundos
- Scott y Irwin - EVA 3
- Inicio EVA 3: 2 de agosto de 1971, 08:52:14 UTC
- Final EVA 3: 2 de agosto de 1971, 13:42:04 UTC
- Duración: 4 horas, 49 minutos, 50 segundos
- Worden - EVA 4
- Inicio EVA 4: 5 de agosto de 1971, 15:31:12 UTC
- Final EVA 4: 5 de agosto de 1971, 16:10:19 UTC
- Duración: 39 minutos, 07 segundos

## Cronología de la misión
| Hora UTC            | Fecha                   | Tiempo transcurrido (hhh:mm:ss) | Evento |
| ------------------- | ----------------------- | ------------------------------- | --- |
| 13:34:00            | 26 de julio de 1971     | 000:00:00.00                    | Despegue |
| 13:36:43            | 26 de julio de 1971     | 000:02:43.0                     | Separación del tramo S1C y encendido por control remoto del tramo S2.                                                                                              |
| 13:37:15            | 26 de julio de 1971     | 000:03:15.9                     | Separación de la torre de salvamento. |
| 13:43:10            | 26 de julio de 1971     | 000:09:10.1                     | Separación del tramo S2 y encendido por control remoto del motor S4-B. 1.ª decisión Go/No go.                                                                      |
| 13:45:34            | 26 de julio de 1971     | 000:11:34.67                    | Corte del motor del tramo S4B y puesta en órbita de espera. |
| 16:30:03            | 26 de julio de 1971     | 002:56:03.61                    | Inyección translunar |
| 16:56:27            | 26 de julio de 1971     | 003:22:27.2                     | Separación del Módulo de Mando (CSM) de la etapa S4B |
| 17:07:49            | 26 de julio de 1971     | 003:33:49.5                     | CSM se acopla al Módulo Lunar (LM) |
| 17:52:01            | 26 de julio de 1971     | 004:18:01.2                     | CSM-LM se separan de la etapa S4B |
| 18:14:22            | 27 de julio de 1971     | 028:40:22.0                     | Corrección de trayectoria. Funcionamiento durante 0,8s del motor del Módulo de Servicio (SM) del Apolo.                                                            |
| 21:34               | 27 de julio de 1971     | 032:00                          | Comenzó la prueba de fotografía con sextante. |
| 22:24               | 27 de julio de 1971     | 032:50                          | Finalizó la prueba de fotografía con sextante. |
| 23:30               | 27 de julio de 1971     | 033:56                          | Ingreso de Comandante de Misión (CDR) y Piloto de Módulo Lunar (LMP) para revisión del Módulo Lunar (LM)                                                           |
| 02:29               | 28 de julio de 1971     | 036:55                          | CDR y LMP regresan al Módulo de Comando (CM) |
| 17:11               | 28 de julio de 1971     | 051:37                          | Comenzaron las observaciones del fenómeno de destello de luz visual.                                                                                               |
| 18:07               | 28 de julio de 1971     | 052:33                          | Las observaciones del fenómeno de destello de luz visual terminaron.                                                                                               |
| 15:05:14            | 29 de julio de 1971     | 073:31:14.81                    | Corrección de trayectoria. Funcionamiento durante ⁓1 minuto del motor del Módulo de Servicio (SM) del Apolo.                                                       |
| 20:05:46            | 29 de julio de 1971     | 078:31:46.70                    | Encendido por inserción en órbita lunar (SPS) |
| 00:13:49            | 30 de julio de 1971     | 082:39:49.09                    | Encendido por inserción en órbita de descenso (SPS). |
| 13:30:44            | 30 de julio de 1971     | 095:56:44.70                    | Encendido de ajuste de órbita de descenso (RCS). |
| 15:34               | 30 de julio de 1971     | 098:00                          | CDR y LMP ingresan al LM para su descenso a la superficie lunar.                                                                                                   |
| 17:48               | 30 de julio de 1971     | 100:14                          | Fallo de desacoplamiento de CM/LM debido a un cordón umbilical de CM/LM suelto.                                                                                    |
| 18:13:16            | 30 de julio de 1971     | 100:39:16.2                     | Desacoplamiento y separación del Módulo Lunar (LM) |
| 22:04:09            | 30 de julio de 1971     | 104:30:09.4                     | Encendido del motor de descenso accionado por LM. |
| 22:16:28            | 30 de julio de 1971     | 104:42:28.6                     | Corte del motor de descenso motorizado LM. |
| 22:16:29            | 30 de julio de 1971     | 104:42:29.3                     | Alunizaje en Hadley–Apeninos (26,1322°N 3,6339°E) |
| 13:13:17            | 31 de julio de 1971     | 119:39:17                       | Inicio de las actividades extravehiculares (EVA-1) |
| 13:52:31            | 31 de julio de 1971     | 120:18:31                       | Rover lunar (LVR) descargado desde el LM |
| 14:05:33            | 31 de julio de 1971     | 120:31:33                       | LRV desplegado en la superficie lunar |
| 15:56:36 - 19:34    | 31 de julio de 1971     | 121:44:55 - 126:00              | Realización de experimentos en la superficie lunar (recolección de muestras, mediciones de espacio profundo, fotografía a corona solar durante el amanecer lunar). |
| 19:45:59            | 31 de julio de 1971     | 126:11:59                       | Fin de las actividades extravehiculares (EVA-1) |
| 19:47 - 11:34       | 1 de agosto de 1971     | 126:13 - 142:00                 | Realización de experimentos al interior del LM y fotografía de ciencia orbital y de la superficie lunar.                                                           |
| 11:48:48            | 1 de agosto de 1971     | 142:14:48                       | Inicio de las actividades extravehiculares (EVA-2) |
| 12:44:43 - 18:44    | 1 de agosto de 1971     | 143:10:43 - 149:10              | Realización de experimentos en la superficie lunar (recolección de muestras, mediciones de espacio profundo, fotografía a corona solar durante el amanecer lunar)  |
| 19:01:02            | 1 de agosto de 1971     | 149:27:02                       | Fin de las actividades extravehiculares (EVA-2) |
| 08:52:14            | 2 de agosto de 1971     | 163:18:14                       | Inicio de las actividades extravehiculares (EVA-3) |
| 09:43:00 - 13:09:24 | 2 de agosto de 1971     | 164:09:00 - 167:35:24           | Realización de experimentos en la superficie lunar (recolección de muestras, mediciones de espacio profundo, fotografía a corona solar durante el amanecer lunar)  |
| 13:42:04            | 2 de agosto de 1971     | 168:08:04                       | Fin de las actividades extravehiculares (EVA-3) |
| 17:04               | 2 de agosto de 1971     | 171:30                          | Comenzó la transmisión de televisión de superficie para el despegue lunar.                                                                                         |
| 17:11:23            | 2 de agosto de 1971     | 171:37:23.2                     | Despegue lunar del módulo de ascenso del LM (LM APS). |
| 19:10:25            | 2 de agosto de 1971     | 173:36:25.5                     | Módulo de ascenso del LM (LM APS) se acopla con el Módulo de Comando y Servicio (CSM)                                                                              |
| 20:34               | 2 de agosto de 1971     | 175:00                          | Muestras y equipos transferidos al Módulo de Comando y Servicio (CSM)                                                                                              |
| 22:14               | 2 de agosto de 1971     | 176:40                          | CDR y LMP entran en el CSM y cierran la escotilla. |
| 01:04:01            | 3 de agosto de 1971     | 179:30:01.4                     | Se desecha el módulo de ascenso del LM (LM ASP) |
| 03:03:37            | 3 de agosto de 1971     | 181:29:37.0                     | Impacto de la etapa de ascenso del LM en la superficie lunar. |
| 17:19 - 18:09       | 3 de agosto de 1971     | 195:45 - 196:35                 | Mediciones de espacio profundo, fotografía lunar y fotografía ultravioleta.                                                                                        |
| 18:34               | 3 de agosto de 1971     | 197:00                          | Comenzaron las observaciones del fenómeno de destello de luz visual.                                                                                               |
| 18:54               | 3 de agosto de 1971     | 197:20                          | Observaciones visuales desde la órbita lunar. |
| 19:34               | 3 de agosto de 1971     | 198:00                          | Las observaciones del fenómeno de destello de luz visual terminaron.                                                                                               |
| 20:09 - 16:54       | 3 - 4 de agosto de 1971 | 198:35 - 219:20                 | Fotografía científica en órbita lunar |
| 20:13:29            | 4 de agosto de 1971     | 222:39:29.1                     | Subsatélite desplegado. |
| 21:22:45            | 4 de agosto de 1971     | 223:48:45.84                    | Encendido por inyección transtierra (SPS) |
| 15:31:12            | 5 de agosto de 1971     | 241:57:12                       | Inicio de EVA en inyección transtierra. |
| 16:10:19            | 5 de agosto de 1971     | 242:36:19                       | Fin de EVA en inyección transtierra. |
| 14:09               | 6 de agosto de 1971     | 264:35                          | Comenzaron las observaciones del fenómeno de destello de luz visual.                                                                                               |
| 15:09               | 6 de agosto de 1971     | 265:35                          | Las observaciones del fenómeno de destello de luz visual terminaron.                                                                                               |
| 18:34 - 20:34       | 6 de agosto de 1971     | 269:00 - 271:00                 | Fotografía de eclipse lunar en viaje rumbo a la Tierra. |
| 17:30:49            | 7 de agosto de 1971     | 291:56:49.91                    | Corrección de trayectoria. Funcionamiento durante ⁓1 minuto del motor del Módulo de Servicio (SM) del Apolo.                                                       |
| 20:17:55            | 7 de agosto de 1971     | 294:43:55.2                     | Separación del Módulo de Comando (CM) del Módulo de Servicio (SM).                                                                                                 |
| 20:32:54            | 7 de agosto de 1971     | 294:58:54.7                     | Reingreso en la atmósfera terrestre e inicio de interrupción de comunicaciones.                                                                                    |
| 20:36:31            | 7 de agosto de 1971     | 295:02:31                       | Fin de interrupción de comunicaciones entre Control de Misión y tripulación.                                                                                       |
| 20:40:45            | 7 de agosto de 1971     | 295:06:45                       | Se separa el escudo térmico delantero y se desecha. |
| 20:40:46            | 7 de agosto de 1971     | 295:06:46                       | Paracaídas Drogue desplegado |
| 20:41:34            | 7 de agosto de 1971     | 295:07:34                       | Paracaídas principal desplegado. |
| 20:45:53            | 7 de agosto de 1971     | 295:11:53.0                     | Amerizaje en el Océano Pacífico (26°7′N 158°8′W) |
| 21:11               | 7 de agosto de 1971     | 295:37                          | Salida de la tripulación del Módulo de Comando (CM) |
| 21:25               | 7 de agosto de 1971     | 295:51                          | Tripulación a bordo del barco de recuperación. |

## Multimedia
- Apolo 15
- Entrenamiento del Rover - Scott y Irwin entrenan sobre la tierra para operar el vehículo Lunar Rover en la expedición. (2.57 MB, ogg/Theora format).
- El lanzamiento del Apolo 15 (1.29 MB, ogg/Theora format).
- Transposición, acoplamiento y Extracción - El Endeavour viene a acoplarse con el Falcon (3.03 MB, ogg/Theora format).
- CSM alejándose - Endeavour filmado desde el Falcon después de su desacoplamiento. (3.05 MB, ogg/Theora format).
- Alunizando- El Alunizaje en Hadley visto desde la perspectiva del piloto del módulo lunar. Comienza a unos 1600 metros. (5.47 MB, ogg/Theora format).
- A bordo del Vehículo Lunar Rover - Film de 16 mm de una secuencia de la travesía del Lunar Rover. (3.26 MB, ogg/Theora format).
- El experimento de Galileo efectuado con un martillo y una pluma - Scott demuestra que Galileo estaba en lo correcto. (1.38 MB, ogg/Theora format).
- El despegue lunar - El despegue lunar como fue captado por las cámaras de TV del Rover. (2.31 MB, ogg/Theora format).
- El despegue lunar - El despegue lunar como fue visto desde el piloto del módulo lunar. (1.18 MB, ogg/Theora format).
- La EVA de Worden - Worden controla una EVA para obtener los cartuchos del film del módulo o panel de instrumentos de ciencia. (2.81 MB, ogg/Theora format).
- Amerizaje - El descenso y amerizaje del Apolo 15. (3.67 MB, ogg/Theora format).
- Un experimento realizado en el LBNL que se relaciona con partículas de alta energía originadas en un ciclotrón las cuales son usadas para investigar el origen de los flashes de luz vistos por los astronautas del apolo durante su viaje a la luna. Los experimentos fueron también efectuados a bordo del Apolo 16, 17 y el Skylab (laboratorio espacial) para investigar este fenómeno con un equipo especializado que se denominó paquete de experimentación flashes de luz (una caja de instrumentación que se colocaba en la cabeza cuando se contaba las secuencias del flash de luz) durante las misiones espaciales.